# 무스코카 자치지구
무스코카 자치지구 또는 무스코카는 캐나다 온타리오주 중부에 위치한 6개의 지방자치단체와 2개의 원주민 보호구역으로 이루어진 지방자치구로, 서쪽으로는 조지언만, 남쪽으로 카우치칭 호와 서쪽으로 알곤킨 주립공원이 있다. 토론토에서 자동차로 두 시간 거리에 있는 무스코카는 1,600여개의 호수와 함께 리조트로 많이 찾는 곳이다. 무스코카 자치지구청은 브레이스브리지에 소재해있으며 자치지구청은 그레이븐허스트, 레이크오브베이스, 무스코카레이크스, 브레이스브리지, 조지안베이 및 헌츠빌 등 6개의 지방자치단체를 관할한다.
무스코카는 또한 카와사레이크스, 피터버러, 핼리버튼과 더불어 별장이 많이 있는 곳으로, 주변에 뛰어난 자연 경관과 함께 골프장과 컨트리 클럽, 마리나와 호텔과 리조트가 많이 분포해있다. 무스코카는 5만 명 남짓의 주민들이 사는 곳이지만 여름에는 수만 명이 이 지역에 있는 별장으로 찾아오며 이러한 별장은 가문 대대로 전해져 내려오는 경우가 부지기수이다.
이곳은 또한 연속극 파라다이스 폴스의 촬영지이자 캐나다 애니메이션 토탈 드라마 아일랜드의 배경이 되는 곳이기도 하다.

## 하위 행정 구역
소도시
- 그레이븐허스트
- 브레이스브리지
- 헌츠빌

타운십
- 조지안베이
- 레이크오브베이스
- 무스코카레이크스

원주민 보호구역
- 와타 모호크 보호구역
- 무스 포인트 79